# Mouvement des vétérans de Serbie
Le Mouvement des vétérans de Serbie (en serbe cyrillique : Покрет ветерана Србије ; en serbe latin : Pokret veterana Srbije ; en abrégé : PVS) était un parti politique serbe présidé par Željko Vasiljević.

## Présentation
Le Mouvement des vétérans de Serbie, composé d'anciens soldats des guerres de Yougoslavie, s'est donné pour but le maintien du Kosovo à l'intérieur des frontières de la république de Serbie.
Aux élections législatives serbes de 2007, le Mouvement a fait liste commune avec le Parti socialiste de Serbie, ce qui lui a permis d'obtenir un siège à l'Assemblée nationale de la république de Serbie.
En mai 2007, le Mouvement a créé la Garde du saint empereur Lazar, ainsi nommée en souvenir de Lazar Hrebeljanović qui a lutté contre les Ottomans à la bataille de Kosovo Polje en 1389. Cette unité paramilitaire a comme emblème un loup en colère, une carte du Kosovo y a été ajoutée.